# اورویل جانکشن (کالیفرنیا)
اورویل جانکشن (به انگلیسی: Oroville Junction) یک منطقهٔ مسکونی در ایالات متحده آمریکا است که در شهرستان بیوت، کالیفرنیا واقع شده‌است. اورویل جانکشن ۵۰ متر بالاتر از سطح دریا واقع شده‌است.